# Link: The Faces of Evil e Zelda: The Wand of Gamelon
Link: The Faces of Evil e Zelda: The Wand of Gamelon são dois jogos eletrônicos de ação e aventura desenvolvidos pela Animation Magic e publicados pela Philips Interactive Media para o CD-i em 10 de outubro de 1993 na América do Norte e em 25 de dezembro de 1993 na Europa. Os dois foram desenvolvidos simultaneamente e com jogabilidades similares, já que usam o mesmo motor de jogo. Eles são baseados na franquia The Legend of Zelda, mas não são consideradas histórias oficiais na série. Um terceiro jogo da série para CD-i, Zelda's Adventure, lançado em 1994, foi desenvolvido separadamente por outro estúdio e conta com uma jogabilidade diferente.
Em Link: The Faces of Evil, o jogador controla Link em uma aventura para derrotar Ganon e resgatar a Princesa Zelda. Em Zelda: The Wand of Gamelon, os papéis se invertem e o jogador controla Zelda para salvar Link e defender seu reino de Ganon. Ambos são ambientados em novos reinos (Koridai e Gamelon, respectivamente). Depois de seu lançamento, os jogos receberam análises mistas e positivas. Em anos seguintes, ambos os jogos, bem como Zelda's Adventure e Hotel Mario, se tornaram infames com críticos modernos, levando-os a serem considerados não apenas os piores jogos da franquia Zelda como também entre os piores jogos de todos os tempos.

## Jogabilidade
Os jogadores controlam Link em The Faces of Evil, e Zelda em The Wand of Gamelon. No início de ambos os jogos, os jogadores só têm acesso a três áreas, acessíveis através de um mapa no jogo. Os dois personagens só possuem uma espada e um escudo nesse ponto. A espada pode ser usada para atacar inimigos com ataques corpo-a-corpo ou atirando "Power Blasts", enquanto o escudo pode defender ataques. O escudo é usado automaticamente quando o jogador está parado em pé ou agachado. Novos itens são adquiridos mais tarde no jogo, incluindo óleo de lâmpada, corda e bombas, todas compradas em uma loja. Rubis (Rupees em jogos oficiais da série) podem ser obtidos atacando-os com a espada depois de derrotar um inimigo, e depois gastos na loja.
A vida do jogador é medida em corações. Apesar de o jogador começar o jogo com apenas três corações, há maneiras de obter mais. Cada vez que o personagem é acertado por um inimigo, ele perde pelo menos metade de um coração. Nas primeira duas vezes que o jogador perde todos os seus corações, o jogador é dado a opção de continuar a partir de um ponto próximo ao local de morte. Quando o jogador perde todos os seus corações pela terceira vez, ele retorna ao mapa e deve recomeçar o nível desde o início. Retornar ao mapa recupera seus corações e vidas, e o jogador mantém todos os itens e rubis que obteve.

## Enredo

### Link: The Faces of Evil
A história começa no Castelo de Hyrule, onde Link discute as possibilidades de uma nova aventura com o rei. Os desejos de Link são rapidamente realizados quando um feiticeiro chamado Gwonam chega no castelo em um tapete mágico, contando-os que Ganon e seus lacaios tomaram controle da ilha de Koridai. Apesar de o rei oferecer sua ajuda imediatamente, Gwonam explica que, de acordo com uma profecia, "apenas Link pode derrotar Ganon". Link é transportado para Koridai e Gwonam o mostra as gigantes estátuas de pedra da ilha, conhecidas como "Faces of Evil", que link deve conquistar. Durante o tempo de Link em Koridai, a Princesa Zelda é raptada por Ganon e aprisionada em seu esconderijo.
Durante o jogo, Link progride por Koridai derrotando os lacaios de Ganon e recuperando um artefato conhecido como O Livro de Koridai, que é revelado como suficiente para derrotar Ganon. Link confronta Ganon, que tenta recrutá-lo com a promessa de muito poder. Link derrota Ganon e o aprisiona no Livro de Koridai antes de acordar Zelda. Gwonam aparece e parabeniza Link por aprisionar Ganon. Ele mostra aos dois Koridai se recuperando rapidamente e declara Link o herói da ilha. Apesar de Zelda ainda negar um beijo a Link, ele celebra seu sucesso.

### Zelda: The Wand of Gamelon
O rei anuncia seu plano para ajudar o Duque Onkled de Gamelon, que está sendo atacado por Ganon, e ordena que Zelda envie Link para ajudar caso ela não ouça falar sobre ele dentro de um mês. Um mês se passa sem qualquer notícia do rei, então Zelda envia Link para encontrá-lo. Infelizmente, ele também desaparece, então Zelda se aventura para Gamelon para encontrar Link e o rei, acompanhada por sua babá anciã Impa.
Durante o tempo de Zelda em Gamelon, Impa descobre que o rei foi capturado, e que Link participou de uma batalha, cujo resultado é desconhecido. Enquanto se aventura pela ilha, Zelda derrota muitos dos lacaios de Ganon e liberta uma mulher chamada Lady Alma, que dá a Zelda um cantil que ela relata ter sido dado a ela por Link em troca de um beijo. Ao alcançar o palácio de Duque Onkled, é revelado que o Duque havia traído o rei e estava agora trabalhando para Ganon. Zelda invade o palácio, derrota os capangas de Ganon e salva um prisioneiro chamado Lorde Kiro (às vezes conhecido como Fari) que trabalhava para o rei. Kiro revela a entrada secreta para a câmara de Onkled e, quando ele é confrontado, ele revela a entrada ao Palácio Reesong, onde Ganon agora reside.
Zelda viaja para o Templo de Gamelon para obter a varinha necessária para derrotar Ganon, então vai ao Palácio Reesong, onde o enfrenta. Depois de incapacitar Ganon com a varinha, ela resgata seu pai. De volta ao Castelo de Hyrule, o Duque Onkled é entregue ao rei, implorando por misericórdia. Ele é preso e o rei ordena que ele esfregue todos os pisos de Hyrule como punição. Apesar de a localização de Link ainda ser desconhecida, um comentário de Lady Alma faz com que Zelda jogue seu espelho contra a parede e, quando ele quebra, Link magicamente se materializa, parecendo ter sido preso no espelho. Eles todos riem, já que tudo foi resolvido.